# António de Assis Teixeira de Magalhães
António de Assis Teixeira de Magalhães, conde de Felgueiras (Margaride, 21 de Julho de 1850 - 1914), foi um jurisconsulto português.
Era filho de Assis Teixeira, bacharel formado em Direito pela Universidade de Coimbra. Teve diploma conferido em 1874, fazendo o acto de licenciatura em 1875, com distinção. Recebeu o grau de doutor na mesma faculdade em 1876, sendo despachado lente de 1878 em diante, despachado lente, tendo regido as cadeiras 6.ª, 8.ª, 9.ª e 13.ª (Direito Civil, Direito Eclesiástico Português, Ciência e Legislação Financeira), conservando-se mais tempo nesta última.
Entre 1889 e 1891 foi Provedor da Santa Casa da Misericórdia de Coimbra.
Em 1892, por ocasião das festas celebradas em Madrid em honra de Colombo, foi escolhido pela Faculdade de Direito da Universidade de Coimbra para seu delegado ao Congresso Jurídico Ibero-Americano, que ali se reuniu, sendo nessa ocasião, agraciado pelo governo espanhol  com a comenda de numero de Isabel a Católica.
A 3 de Agosto de 1907 foi agraciado com o título de Conde de Felgueiras por decreto de D. Carlos I de Portugal, por seus bons e longos serviços no ensino universitário.
Em 1909, foi eleito presidente da direcção do Instituto de Coimbra. Era, também, oficial da instrução publica da França.
Em 1880 assumiu a direcção da Revista de legislação e jurisprudencia, de Coimbra, quando esta publicação entrara no vol. XIII; sendo em 1910 um dos seus proprietarios.
Era sócio efectivo do Instituto de Coimbra, e colaborador na sua revista; pertenceu à Academia Real das Ciências de Lisboa e a outras corporações científicas.

## Vida pessoal
Casou em 1884 com Mariana Porfíria Ribeiro Carneiro.

## Obras[1]
- Das obrigações a prazo segundo o codigo civil portuguez, Coimbra, imp. da Universidade, 1875. 8.º de 94 pag.
- Dissertação inaugural. Aguas. Das correntes não navegaveis nem fluctuaveis segundo o direito civil moderno. Ibi., na mesma imp., 1876. 8.º de 229 pag. — Tem dedicatoria aos paes e ao padrinho do auctor. • Theses do direito, as quaes.. se propõe defender para obter o grau de doutor, etc.. Ibi., na mesma imp. 1876. 8.º de 22 pag. — Tem igual dedicatoria aos primos e padrinho do auctor.
- Aguas das correntes não navegaveis nem fluctuaveis, segundo o direito civil moderno. Ibi., na mesma imp., 1877. 8.º de 383 pag.
- Aguas. Das fontes e nascentes, segundo o direito civil moderno. Ibi., na mesma imp., 1877. 8.º de 54 pag.
- Collecção da legislação fiscal, contendo a legislação relativa ás principaes contribuições directas, e os regulamentos da contabilidade publica e da administração da fazenda publica, etc. Ibi., na mesma imp., 1878. 8.º de 772 pag. - Este livro serviu de texto na respectiva cadeira e teve lisonjeiras apreciações na Revista de legislação, de Coimbra; e na Revista de direito administrativo, do Porto.
- Collecção da legislação fiscal contendo o regimento, leis, alvarás, decretos, portarias, resoluções, officios e mais provisões, algumas ineditas, relativas ao imposto denominado real de agua, com um minucioso indice alphabetico. etc. Ibi. na mesma imp., 1880. 8.º de 427 pag.
- Collecção de legislação fiscal, relativa ás principaes contribuições directas, á contabilidade publica e á organização e administração da fazenda publica. Ibi., na mesma imp. 1888. 8.º de 586 pag. - Este livro é o complemento da 2.ª edição da Legislação fiscal, acima indicada.
- Collecção da legislação fiscal, relativa ao real de agua. 2.ª edição muito melhorada. Ibi., na mesma imp, 1889. 8.º de 382 pag.
- Parecer. Lisboa, Typ. do Jornal O Dia, 1889, 14 pág.
- Programma da 8ª cadeira de Sciencia e legislação financeira. Coimbra: Imp. da Universidade, 1892, 21 pág. (também existe edição de 1885).
- Collecção de legislação fiscal relativa ás principaes contribuições directas, á contabilidade publica e a organização e administração da fazenda publica. etc. 3.ª edição, augmentada e melhorada. Coimbra, imp. da Universidade, 1894, 8.º 4 tomos com 2 582 pag.; 562, 538 e 733.
- Oração academica pronunciada na sala dos Actos grandes da Universidade de Coimbra por occasião do doutoramento do ex.mº sr. Abel Pereira de Andrade em 23 de janeiro 1898, etc. Ibi., na mesma imp., MDCCCXCVIII. 8.º de 24 pag., com dedicatoria ao conselheiro Julio de Vilhena, padrinho do novo doutor.
- Collecção de legislação fiscal relativa ás principaes contribuições directas á organização e administração da fazenda publica, e á contabilidade publica, etc. 4.ª edição actualizada. Ibi., na mesma imp., 1903. 8.º de 4 tomos com VIII 566 pag.; o II, 742 pag; o III, 732 pag.; e o IV, 388 pag., com um supplemento de 4 pag. • Legislação portugueza sobre imposto do sello, etc. Ibi., na mesma imp., 1902. 8.º de VIII 345 pag.
- Legislação portugueza sobre contribuição do registo, etc. Ibi., na mesma imp., 1901. 8.º de VIII 231 pag.
- Legislação portugueza sobre as contribuições de renda de casas e sumptuaria, etc. Ibi., na mesma imp., 1902. 8.º de IV 86 pag.
- Legislação portugueza sobre a decima de juros, etc. Ibi., na mesma imp., 1902. 8.º de IV 45 pag.